# إيما كالفي
إيما كالفي (بالفرنسية:  Emma Calvé)‏ (15 أغسطس 1858 – 6 يناير 1942) مغنية سوبرانو أوبرالية فرنسية. وهي من أشهر مغنيات الأوبرا في ما يعرف بالحقبة الجميلة.
وغنت في العديد من دور الأوبرا في العالم مثل دار أوبرا المتروبوليتان في نيويورك، ودار الأوبرا الملكية في لندن.

## استمع إليها
- إيما كالفي تغني هابانيرا من أوبرا كارمن لبيزيه.[10]

## روابط خارجية
- إيما كالفي على موقع IMDb (الإنجليزية)
- إيما كالفي على موقع الموسوعة البريطانية (الإنجليزية)
- إيما كالفي على موقع ميوزك برينز (الإنجليزية)
- إيما كالفي على موقع إن إن دي بي (الإنجليزية)
- إيما كالفي على موقع ديسكوغز (الإنجليزية)